# Мета
Мета́ (від лат. meta) — означає стан в майбутньому, котрий можливо змінити відносно теперішнього та варто, бажано або необхідно досягнути. У такий спосіб мета є бажаною кінцевою точкою процесу, як правило дії людини. З досягненням мети пов'язаний успіх проєкту, або важливої роботи. Наприклад: мета візиту, мета підприємства.

## Постановка мети
Постановка мети включає встановлення конкретних, вимірних, досяжних, реалістичних та часо-спрямованих цілей. На персональному рівні, процес постановки мети дає змогу людям визначити, а потім працювати в напрямку своїх власних цілей — зазвичай фінансові або кар'єрно-орієнтовані цілі. Постановка мети це важлива складова персонального розвитку. Мета може бути короткостроковою або довгостроковою.

## Короткострокова мета
Короткострокова мета має бути досягнута за короткий час, наприклад намагання оплатити квитанцію в наступні декілька днів. Визначення короткострокової мети не повинно бути пов'язане з будь-яким конкретним проміжком часу. Іншими словами, дехто може досягнути (або не досягнути) короткострокової мети за день, тиждень, місяць, рік і т. д. Проміжок часу для короткострокової мети залежить від контексту, у якому ця мета відіграє роль. На приклад, для проєкту довжиною в місяць, короткострокова мета вимірюється днями, в той час для цілого життя короткострокова мета може вимірюватися місяцями або роками. Планувальник зазвичай визначає короткострокові цілі в залежності від довгострокової цілі або цілей.

## Особиста мета
Індивіди можуть встановлювати особисті цілі. Студент може поставити за мету отримати високу оцінку на екзамені. Атлет може пробігати по 5 км за день. Мандрівник може намагатися досягнути міста-призначення за три години. Загальними є фінансові цілі, накопичити на пенсійний час або накопичити на покупку.
Управління цілями може дати віддачу у всіх сферах особистого життя. Чітке знання того, що людина хоче досягнути робить зрозумілим те, на чому потрібно зосередитися та що потрібно покращувати. А також, часто підсвідомо пріоритизує цю мету.
Постановка мети і планування сприяє довгостроковому баченню і короткостроковій мотивації. Це зосереджує намір, бажання, здобуття знань і допомагає організувати ресурси.
Ефективна робота над цілями включає усвідомлення та вирішення усіх внутрішніх конфліктів та переконань щодо вини та обмежень, які можуть звести зусилля нанівець. Постановка чітко окреслених цілей допомагає пізніше оцінити так отримувати задоволення від досягнення цих цілей. Таким чином, можна побачити прогрес в тому що здавалося довгим, або неможливим, розмелюванням (важка, одноманітна праця).

## Досягнення особистої мети
Досягнення складних і важких цілей потребує зосередження, довгострокової старанності та зусиль. Успіх у будь-якій сфері вимагає відмови від виправдань і відмовок про низьку продуктивність і відсутність відповідного планування. Коротко кажучи, успіх вимагає емоційної зрілості. Ступінь переконання в тому, що людина має усі здібності для досягнення особистої мети також впливає на досягнення цієї мети.
Формула досягнення наступна: Д=Т*М, де Д = досягнення, Т = тямучість, М = мотивація. Якщо мотивація дорівнює нулю, досягнення завжди дорівнює нулю, не зважаючи на рівень тямучості. Так само й для тямучості, якщо тямучість нульова, досягнення завжди дорівнює нулю. Чим вища комбінація тямучості та мотивації, тим вищі досягнення.

## Управління цілями в організаціях
В організаціях управління цілями складається з процесу усвідомлення або виводження (від виводити) цілей індивідуальних членів команди, залишаючи позаду цілі, які вже не актуальні, визначення та вирішення конфліктів між цілями та послідовна пріорітезація цілей для оптимального співробітництва команди та ефективних дій.

## Мета злочину
Мета злочину — це уявлення про бажаний результат, якого прагне досягнути особа, що визначає спрямованість діяння. Можлива ознака суб'єктивної сторони. Мета — уявлення про суспільно небезпечний наслідок злочину, про ту шкоду, що усвідомлює винний, настане для охоронюваних кримінальним законом відносин і яка, проте, є для нього бажаною. Мета дозволяє визначити, заради чого особа вчиняє злочин, на який результат спрямовано його суспільно небезпечну діяльність.
Мета буває різною, наприклад: мета незаконного збагачення, мета приховати інший злочин, мета насильницької зміни конституційного ладу, мета збуту підроблених цінних паперів тощо.